# Andrea Osvart
Dans le nom hongrois Osvárt Andrea, le nom de famille précède le prénom, mais cet article utilise l’ordre habituel en français Andrea Osvárt, où le prénom précède le nom.
 (mai 2014).
Si vous disposez d'ouvrages ou d'articles de référence ou si vous connaissez des sites web de qualité traitant du thème abordé ici, merci de compléter l'article en donnant les références utiles à sa vérifiabilité et en les liant à la section « Notes et références ».
Andrea Osvart est une actrice et ancienne mannequin hongroise, née le 25 avril 1979 à Budapest en Hongrie.

## Biographie
Andrea entame sa carrière de mannequin à 17 ans, après être arrivée en seconde place du concours national « Look of the Year ». Elle s'installe alors à Budapest et étudie la littérature et les arts. Au cours de sa carrière de mannequin, Andrea tourne plusieurs dizaines de publicités et pose notamment pour la firme belge de lingerie Van de Velde. Parlant couramment l'italien, l'allemand et l'anglais, elle entame sa carrière d'actrice en 2000, en obtenant un petit rôle dans le film Contamination. Elle fait ensuite une apparition dans Spy Game, aux côtés de Robert Redford et de Brad Pitt. Depuis 2003, Andrea Osvart vit entre Rome et Los Angeles et elle se consacre à sa carrière d'actrice.

## Filmographie

### Cinéma
- 2000 : Elsö generáció
- 2000 : Contamination : la serveuse de l'hôtel
- 2001 : Spy Game, jeu d'espions : La cousine de Muir (non créditée)
- 2003 : Kistestvér
- 2003 : Tea : la fleuriste
- 2004 : Sara May
- 2004 : Surface
- 2005 : Casanova : la beauté aux cheveux blonds  (non créditée)
- 2005 : The Clan : Patricia
- 2006 : Perversion (Mare nero) de Roberta Torre : Valentina Martini
- 2007 : Two Tigers : Gilda
- 2007 : 2061 : Unna
- 2007 : Il rabdomante : Harja
- 2009 : Poligamy
- 2009 : La valle delle ombre : Giulia
- 2009 : Duplicity : la superbe blonde (non créditée)
- 2012 : Aftershock : Monica
- 2015 : Monsieur Nounou : Helen Nielsen

### Télévision
- 2005 : Il bell'Antonio : Julia
- 2005 : La caccia : Tania
- 2007 : Pompei : Valeria
- 2007 : Exodus : Sarah
- 2009 : Sissi : Naissance d'une Impératrice (Sisi) : Eugénie de Montijo
- 2009 : Lo scandalo della Banca Romana : Renata
- 2010 : Les Demoiselles du swing : Alexandra
- 2012 : Le Transporteur de Andy Mikita : Carla